# Amphorogynaceae
Amphorogynaceae, porodica parazitskih bijaka, dio reda Santalolike. Sastoji se od 87 vrsta unutar 10 rodova. Tipični rod je Amphorogyne sa Nove Kaledonije.
Porodica je opisana 2010.

## Opis
Korijensko parazitsko malo drveće i grmlje, grmlje koje istovremeno parazitira na korijenju i stabljici (amfifagi), stabljične parazitske lijane (dendroparaziti) i stabljični parazitski grmovi (imele). Izraz dendroparazit Macklin i Parnell (2002.) smatraju sinonimom za imelu (zračni parazit), ali se ovdje koristi u smislu parazita na stabljikama lijana koja u početku tvori primarnu haustorijsku vezu sa stabljikom domaćinom, a zatim sekundarni haustorijum putem adventivnih korijena. Phacellaria je hiperparazit na Loranthaceae i drugim Amphorogynaceae.

## Rodovi
1. Familia Amphorogynaceae (Stauffer ex Stearn) Nickrent & Der (87 spp.)
  1. Daenikera Hürl. & Stauffer (1 sp.)
  2. Amphorogyne Stauffer & Hürl. (3 spp.)
  3. Choretrum R. Br. (6 spp.)
  4. Spirogardnera Stauffer (1 sp.)
  5. Leptomeria R. Br. (20 spp.)
  6. Phacellaria Benth. (6 spp.)
  7. Dufrenoya Chatin (11 spp.)
  8. Dendrotrophe Miq. (9 spp.)
  9. Cladomyza Danser (19 spp.)
  10. Dendromyza Danser (11 spp.)